# کوه ماگنیتنایا
کوه ماگنیتنایا (انگلیسی: Magnetic Mountain) یک کوه در استان چلیابینسک کشور روسیه است.